# Поликетиды
Поликетиды (от др.-греч. πολυ- — много + нем. (A)ket(on) — ацетон + др.-греч. είδος — виды) — поликарбонильные соединения, которые представляют собой вторичные метаболиты, образующиеся в клетках бактерий, грибов, животных и растений. Отличительной особенностью поликетидов является их специфический биосинтез, который осуществляется сложноорганизованными ферментами поликетидсинтазами. 

Поликетиды
Гелданамицин[фр.] — один из используемых в медицине антибиотик
Доксициклин — ещё один из важнейших антибиотиков
Эритромицин антибиотик — макролид.
Афлатоксин B1 — один из сильнейших гепатоканцерогенов и смертельный токсин.

## Биосинтез
Биосинтез поликетидов осуществляется полимеризацией простых блоков, ацетильных и пропильных групп (в виде ацил-CoА), и напоминает синтез жирных кислот. Фактически, синтазы жирных кислот, являющихся ферментами биосинтеза жирных кислот, являются разновидностями поликетидсинтаз. Из-за сходства их механизма функционирования поликетидсинтазы классифицируют в соответствии с номенклатурой типов синтаз жирных кислот с некотороми изменениями при необходимости. Реакция между отдельными блоками проходит по типу конденсации Кляйзена . Конечная дериватизация может включать последующее окисление продукта.

## Применение
Структурно к поликетидам относятся соединения естественного происхождения с самыми разнообразными биологическими активностями и фармакологическими свойствами. Поликетиды используются в качестве сырья для широкого спектра натуральных и полусинтетических продуктов. Наиболее важными группами поликетидов, в качестве лекарственных средств, являются: противораковые препараты (доксорубицин, эпотилон), антибиотики (макролиды, тетрациклины и др.), антипаразитарные средства (авермектины), средства для снижения уровня холестерина (статины), кокцидиостатики, противогрибковые препараты, факторы роста животных, токсины (афлатоксин) и природные инсектициды.